# Acquire
Acquire — це настільна гра на злиття і поглинання компаній. Грається за допомогою плиток-лотто «готелів», які поступово заповнюють ігрове поле, ігрових банкнот та сертифікатів акцій. Мета гри — заробити якомога більше грошей. Під час гри, гравці заробляють гроші лише під час злиття двох чи більше мереж, відповідно до кількості та ціни, наявних у них акцій поглинутих мереж. Це була одна з найпопулярніших ігор із серії 3M ігор з книжкової полиці (1960-х) і єдина з серії, яка все ще публікується в Сполучених Штатах.

## Історія публікацій
Коли Сід Саксон був дитиною, він грав у настільну гру Milton Bradley на тему азартних ігор під назвою «Лото». Коли він став дизайнером ігор, Саксон переробив гру у військову гру, яку він назвав «Lotto War». У 1962 році Саксону та Алексу Рендолфу корпорація 3M доручила створити новий ігровий підрозділ. Коли наступного року Саксон подав «Lotto War» компанії 3M, він перейменував гру «Vacation» (укр. Відпустка). 3M запропонувала змінити назву на «Acquire» (укр. Придбати), і Саксон погодився. У 1963 році гру було тестово продано в кількох містах США, а в 1964 році її виробництво почалося як частина серії настільних ігор 3M Bookshelf. У 1976 році ігровий підрозділ 3M було продано Avalon Hill, і Acquire став частиною їхньої серії ігор для книжкових шаф. Через чотири роки Avalon Hill опублікував комп’ютерну гру Computer Acquire для PET, Apple II і TRS-80.

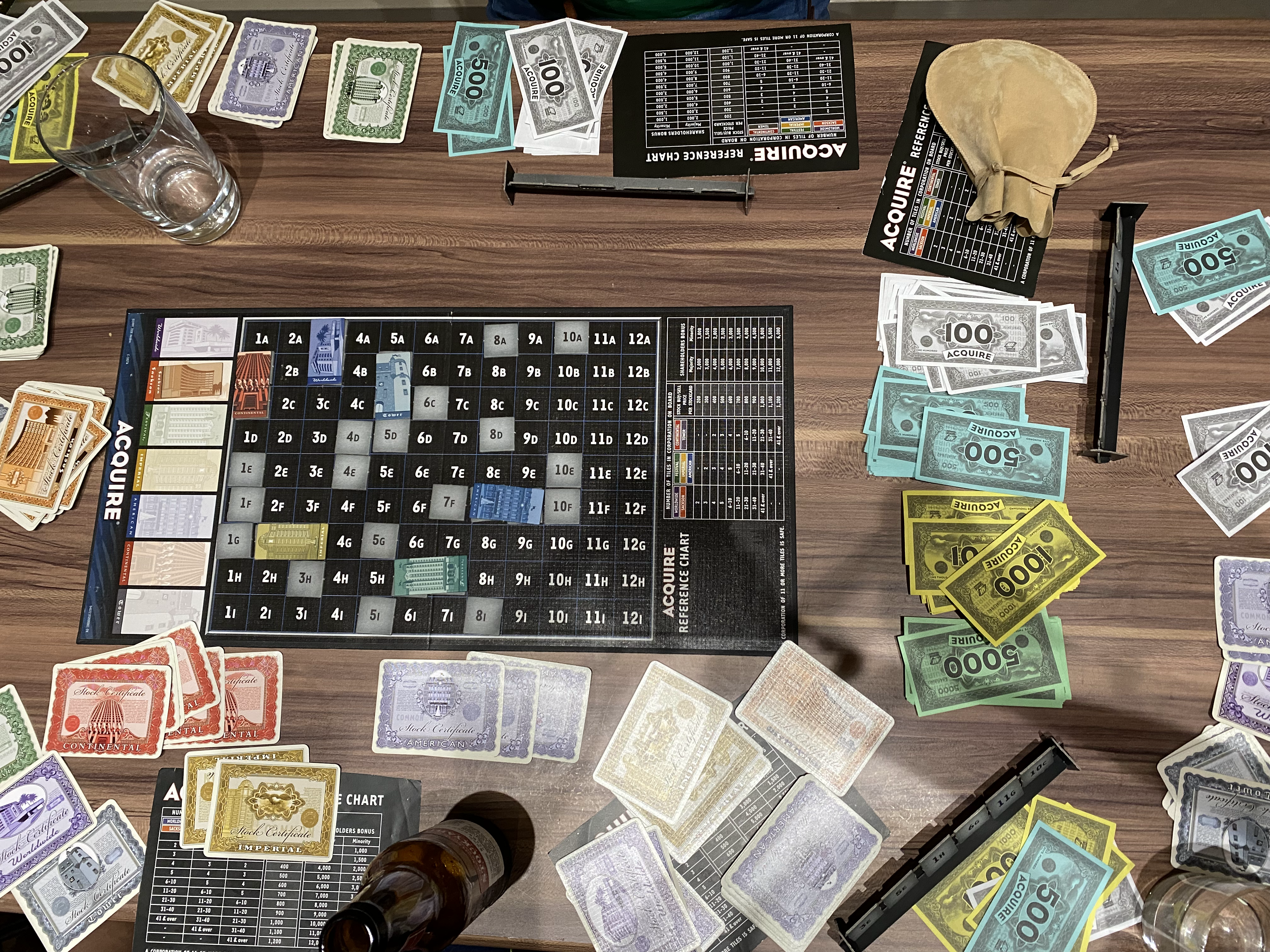
Приклад гри Acquire, видання Wizards of the Coast

 У 1998 році Avalon Hill став частиною Hasbro. Нові власники перевидали дещо переглянуту версію Acquire у 2000 році, у якій мережі готелів були замінені фіктивними корпораціями, хоча фактичний ігровий процес залишився незмінним. Hasbro невдовзі після цього припинив ії виробництво. У середині 2000-х років гра була передана дочірній компанії Hasbro Wizards of the Coast (WotC). У 2008 році WotC відзначив «50 років Avalon Hill Games» випуском нового видання Acquire, хоча грі ще не було 50 років. У 2016 році гру було передано назад підрозділу ігор Hasbro та перевидано у 2016 році під маркою «Avalon» із відновленням діяльності мереж готелів. 
| Рік          | Подія |
| ------------ | --- |
| Грудень 1963 | тестове видання карти світу з дерев’яними плитками |
| 1964         | видання з дерев’яними плитками 1962/63 років, дошка із пластиковим покриттям і акціями з друкованими тильними сторонами |
| 1965         | видання з пластиковими плитками 1962/63 років, дошка із пластиковою накладкою та акціями з друкованими оборотами (останнє видання з друкованими оборотами до 1999 року) |
| 1966         | видання з пластиковими плитками 1962/66 років, дошка з пластиковим покриттям і акціями без воскового покриття (лише видання з цими стоками) |
| 1968         | видання з пластикові плитки 1968/66 років, прозора пластикова дошка з паперовою підкладкою (обидві ігри внутрішньої коробки 1966 року мають багато змішаних частин) |
| 1971         | видання з пластиковими плитками 1968/71 років, жовта тверда пластикова дошка |
| 1975         | 3M продає права на гру Acquire компанії Avalon Hill |
| 1976         | видання з пластиковими плитками 1976 року, жовта тверда пластикова дошка, оновлені гроші, без внутрішньої коробки (це видання також було випущено в 1977, 79, 81, 82 і 86) |
| 1989         | видання у сірій коробці 1976 р. з новим зображенням коробки, такий же вміст, що й звичайні видання 1976 р. (це видання також було випущено в 1992 р.) |
| 1995         | велике картонне видання в коробці з дошка і плиткою, варіант плитки Special Powers, натхненний німецькими виданнями |
| 1997         | Avalon Hill продає права на гру Acquire компанії Hasbro |
| 1999         | велика коробка з великою пластиковою дошкою та плитками, 3D-будівлі компанії, перероблені акції та гроші, великі інформаційні картки |
| 2006         | Hasbro передає права на гру Acquire своїй дочірній компанії Wizards of the Coast |
| 2006         | Оприлюднено Правила Ллойда для Acquire: дві важливі зміни в правилах, які допомагають повернути баланс гри в Acquire до намірів початкових ідей Сіда Саксона |
| 2008         | картонна версія 2008 року з ДСП і плиткою, оновленими акціями та грошима |
| 2016         | Нинішнє доступне видання для масового ринку. На перший погляд воно виглядає схожим на попередні сучасні видання, але його критикують за використання неякісних варіантів дизайну, таких як важкочитані рельєфні прорізи «сірий на сірому» та незвичні плиткові шрифти. Він містить модифіковані правила та трохи меншу ігрову сітку. Хоча ці зміни критикували за те, що вони остаточно не покращили оригінальний дизайн Саксона, загалом вони вважаються не надто шкідливими для нього. |

## Відгуки
У грудневому випуску «Dragon» (випуск 200) Аллен Варні радив читачам ігнорувати тему готелів: «Нібито гра в поглинання та злиття готелів, це насправді чудова абстрактна гра стратегії та капіталу». Варні назвав гру «Раннім шедевром [Сіда] Саксона, історика ігор та одного з видатних дизайнерів сучасності».